# ذا فانيشينغ أوف إيثان كارتر
ذا فانيشينغ أوف إيثان كارتر (بالإنجليزية: The Vanishing of Ethan Carter)‏ هي لعبة فيديو مغامرات رعب من تطوير ونشر شركة ذا أسترونات، صدرت اللعبة على منصات مايكروسوفت ويندوز، بلاي ستيشن 4، إكس بوكس ون ونينتندو سويتش.